# رویال اوردننس
رویال اوردننس (انگلیسی: Royal Ordnance) شرکت صنایع جنگ‌افزاری بریتانیایی است، که در سال ۱۹۸۴ تأسیس شد.